# 科斯塔-迪罗维戈
科斯塔-迪罗维戈是意大利威尼托大区罗维戈省的一个镇，人口约2900（2004年）。